# Heavier Things
Heavier Things er det andet studiealbum af den amerikanske solist og sangskriver John Mayer. Albummet blev udgivet i 2003 efter hans første studiealbum Room for Squares. Albummet strøg på udgivelsesdagen ind som nummer et på den amerikanske Billboard hitliste. Selve titlen "Heavier Things" er en respons til en særlig kritik til John Mayer's musik. Albummets tredje single, "Daughters", vandt i 2005 Grammy Award for årets sang.

## Spor
Alle sange er skrevet af John Mayer, undtagelser er markeret.
1. "Clarity" – 4:32
2. "Bigger Than My Body" – 4:26
3. "Something's Missing" – 5:05
4. "New Deep" – 4:09
5. "Come Back to Bed" – 5:25
6. "Home Life" (David LaBruyere/John Mayer) – 4:13
7. "Split Screen Sadness" – 5:06
8. "Daughters" – 3:59
9. "Only Heart" – 3:50
10. "Wheel" – 5:32